# Mindenki Magyarországa Mozgalom
A Mindenki Magyarországa Mozgalom (rövidített nevén MMM) 2018-ban alakult mint politikai mozgalom, amelynek első célja az volt, hogy a 2019-es önkormányzati választáson minden településen egy hiteles polgármesterjelölt és őt támogató képviselőjelöltek nyerjék el a helyi közösségek bizalmát. 
A sikeres önkormányzati választás után az MMM a 2022-es országgyűlési választásra tekintve kitűzte a kormány és „rendszerváltás” célját. Akkor hangsúlyozták, hogy az MMM nem párt és nem is kíván azzá válni.
Az MMM helyi szervezeti egységei a Kossuth Körök (KK), melyek 2020-ban kb. 100 településen működtek. A KK-k tagjainak száma csaknem 10.000 fő. Az MMM az ELEGY – Ellenzéki Együttműködés alapító tagja.
A mozgalmat Márki-Zay Péter, Hódmezővásárhely ellenzéki polgármestere alapította Ábrahám Júlia, Bod Péter Ákos, Elek István, Hadházy Ákos, Kaltenbach Jenő, Kész Zoltán, Lengyel Róbert, Lukácsi Katalin, Magyar György, Mellár Tamás és Üveges Gábor tagságával. 2018. november 10-én jegyezték be egyesületi formában, első elnökségi ülésüket 2018. november 18-án tartották.
2014-ben Siófok, 2015-ben Veszprém, 2018-ban Hódmezővásárhely, Balmazújváros és Rákospalota példája megmutatta, hogy az érvényben lévő választási törvény keretei között a kormánypárt csak összefogással győzhető le. Minden egyes választókörzetben egy közös jelölttel kell kiállni a kormánypárt jelöltje ellen. Az MMM a 2019-es önkormányzati választásokra már e stratégia mentén kereste a polgármester- és képviselőjelölteket, amelynek sikere leglátványosabban Budapesten, Miskolcon, Pécsen és Egerben mutatkozott meg.
Az eredményes önkormányzati választást követően az MMM a 2022-es országgyűlési választásokra fordult: kitűzte a kormány és „rendszerváltás” célját. 2021 nyarán ellenzéki pártokkal, civilekkel közösen előválasztásokat szervezett.
Az MMM az előválasztáson a civilek jelölő szervezeteként vett részt. Ajánlata azoknak az ellenzéki szavazóknak szólt, akik az ellenzéki pártok jelöltjei között nem találták meg a számukra hiteles jelöltet, ragaszkodtak a közösségük által jól ismert, párthoz nem kötődő civil jelöltekhez. A 2022-es országgyűlési választásokon a Mindenki Magyarországa Mozgalom elnökét – Dr. Márki-Zay Pétert –  választották az ellenzék közös miniszterelnök-jelöltjének.

## Alapítás
A mozgalmat Márki-Zay Péter, Hódmezővásárhely ellenzéki polgármestere alapította. 2018. november 10-én jegyezték be a mozgalmat egyesületi formában. Székhelye a szervezet egyik alelnökének, Magyar Györgynek az ügyvédi irodája. 
Alapító tagjai: Márki-Zay Péter, Hadházy Ákos, Ábrahám Júlia, Bod Péter Ákos, Elek István, Kaltenbach Jenő, Kész Zoltán, Lengyel Róbert, Lukácsi Katalin, Magyar György, Mellár Tamás, Üveges Gábor.
A mozgalom elnöksége 2018. november 18-án tartotta első ülését.

## Szervezeti felépítés
Az MMM Elnöksége:
- Dr. Márki-Zay Péter – elnök
- Kiss Balázs (alelnök)
- Ember Péter
- Bana Tibor
- Bogdán János
- Szabó Margit
- Molnár Tibor

Az MMM operatív igazgatója Vékás Sándor.

## 2022-es választás
A sikeres előválasztást követően hat ellenzéki párt – Demokratikus Koalíció, Jobbik, LMP, Momentum, MSZP, Párbeszéd – együttműködésében, az Egységben Magyarországért politikai szövetségben indult a 2022. április 3-i országgyűlési választásokon.
A Mindenki Magyarországa Mozgalom politikai oldaltól függetlenül kiáll minden magyar jogaiért, a szabadságszerető magyar emberek összefogásával kívánja megvalósítani a közös nemzeti minimum 12 pontos programját. Alapítói kormányzati tapasztalattal rendelkező politikusok, elismert polgármesterek, akik közül legtöbben korábban a Fideszhez vagy a rendszerváltáskori MDF-hez kötődtek, de jelen vannak a baloldali pártok és a Jobbik szimpatizánsai is. Párthovatartozástól függetlenül támogatnak mindenkit, aki magáénak vallja a demokrácia, jogállam, piacgazdaság és az európai integráció alapelveit, és párthovatartozás nélkül kiállnak a politikai okból üldözött közalkalmazottakért, vezetőkért, újságírókért és vállalkozókért.

## Mindenki Magyarországa Néppárt
Márki-Zay Péter 2022. május 16-án bejelentette, hogy pártot kíván alakítani. Ezt azzal indokolta, hogy az MMM és az általa képviselt civilek nagyon sok hátrányt szenvedtek a választások során az ellenzéki együttműködésben amiatt, hogy nem volt külön pártjuk. Bár a mozgalomból sokan nem támogatták az ötletet, végül a június 18-án megtartott közgyűlésen elfogadták, hogy a mozgalom tisztségviselői a jövőben más tisztséget is betölthetnek, így a megalakuló pártban is. A pártot a korábban kezdeményezett Civilek Pártja név helyett Mindenki Magyarországa Néppárt (MMN) néven jegyezték be 2023. elején, és a jogerőssé válás után 2023. szeptember 16-án megtartották alakuló kongresszusukat. (A párt elnöke: Márky-Zay Péter, alelnökök: Bana Tibor, Molnár Róbert)
Márky-Zay hangsúlyozta, hogy az új párt az MMM-től független szervezet, és pártként egy hiteles, európai alternatívát akarnak kínálni a magyar politikai életben, és indulni szeretnének 2024-ben az európai parlamenti választáson, viszont az önkormányzati választáson nem. A párt szeretne az Európai Néppárt tagja lenni, amihez Donald Tusk korábbi elnök támogatását már megkapták.